# Paul Francis Reding

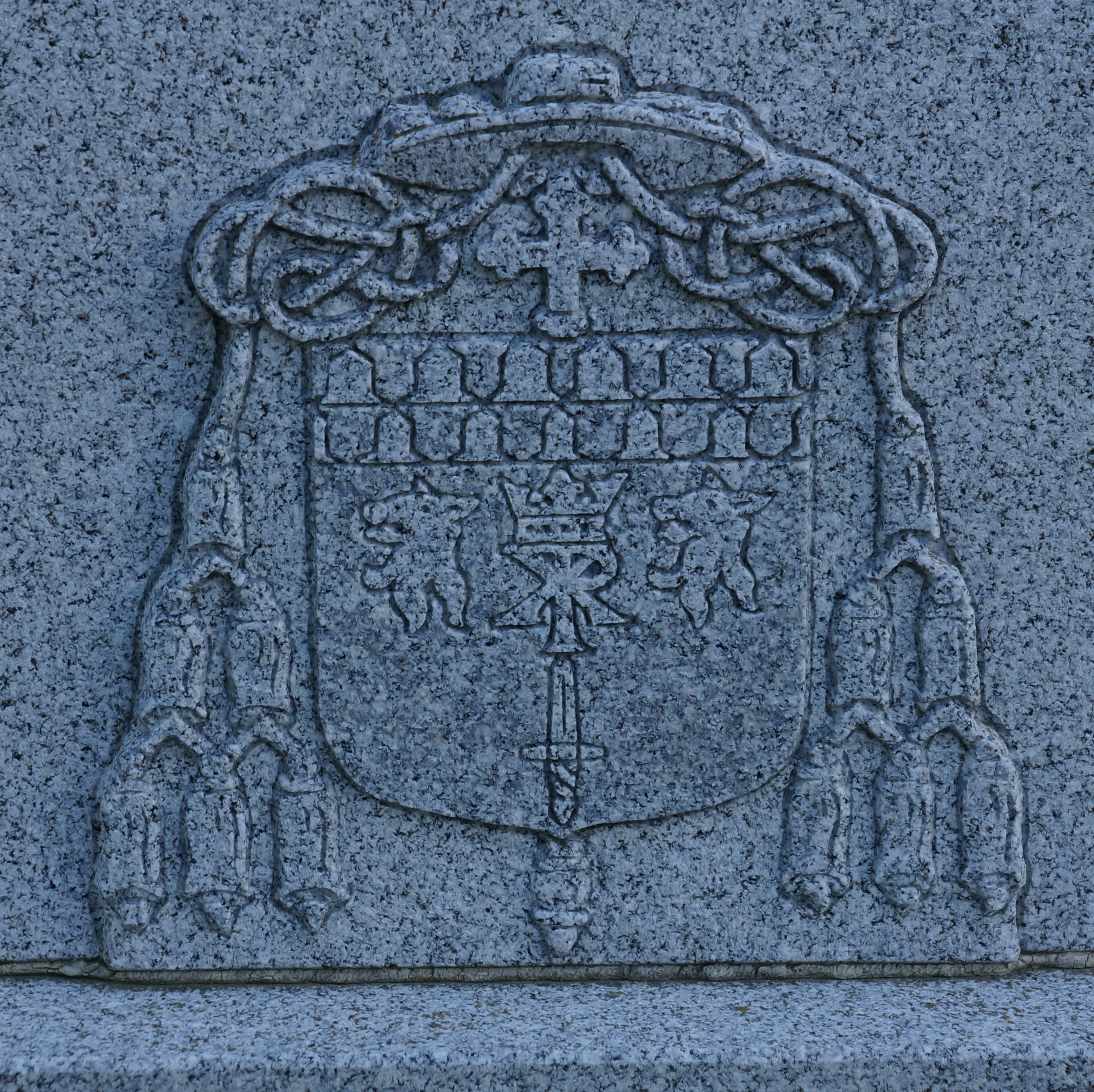
Wappen

Paul Francis Reding (* 14. Februar 1925 in Hamilton, Ontario; † 21. Mai 1983) war ein kanadischer römisch-katholischer  Geistlicher und Bischof.
Reding besuchte die St. Ann’s Separate School, die Cathedral Boys’ High School in Hamilton und das St. Augustine’s Seminary in Toronto. Er wurde am 3. Juni 1950 zum Priester für das Bistum Hamilton geweiht. 1952 wurde er Sekretär von Bischof Ryan und 1955 Kanzler der Diözese Hamilton.
Papst Paul VI. ernannte ihn am 2. Juli 1966 zum Titularbischof von Liberalia und Weihbischof in Hamilton. Joseph Francis Ryan, Bischof von Hamilton, spendete ihn am 14. September 1966 die Bischofsweihe. Mitkonsekratoren waren Michael Alphonsus Harrington, Bischof von Kamloops, und Joseph Lawrence Wilhelm, Weihbischof in Calgary. Nach dem Rücktritt von Joseph Francis Ryan wurde er am 14. September 1973 zum Bischof von Hamilton ernannt. Am 9. November 1973 nahm er sein Bistum feierlich in Besitz.
Reding wurde auf dem Holy Sepulchre Cemetery in Burlington, Ontario, bestattet. Ihm zu Ehren ist eine Schule in Milton nach ihm benannt.